# Leonardo Salviati
Leonardo Salviati est un philologue et critique italien, né à Florence le 27 juin 1539, mort le 12 juillet 1589 dans la même ville.

## Biographie
Élève du savant Varchi, il montra de bonne heure de grandes dispositions littéraires, et, comme il était doué d’une extrême facilité d’élocution, il fut chargé, tout jeune encore, de prononcer des discours dans des fêtes et cérémonies publiques, ce qui attira vivement sur lui l’attention publique. 
Salviati contribua puissamment à la fondation de la célèbre Académie della Crusca (1582), dans laquelle il prit le nom de l’Infarinato. Le grand-duc de Toscane François Ier le chargea de donner une édition corrigée du Décaméron de Boccace, qui parut à Venise en 1582 ; mais cette édition, plusieurs fois reproduite, lui fit peu d’honneur, car il y fit des changements, des additions et des suppressions que rien ne justifiait. 
Devenu un des membres les plus influents de l’Académie della Crusca, il se montra un des plus violents adversaires du Tasse, dont il a amèrement censuré l’œuvre dans un ouvrage, et fit partager à ses collègues ses antipathies contre le célèbre poète. Cette conduite lui valut les applaudissements des ennemis du Tasse, notamment de Guarini et de Montecatino, qui le firent appeler à Ferrare par Alphonse II en 1587. À cette époque, Salviati, qui était pauvre et fort endetté, venait de perdre la pension que lui faisait le duc de Sora. Espérant trouver à Ferrare une situation qui le mît à l’abri du besoin, il s’y rendit, y fut bien accueilli, mais fut déçu a tel point dans ses espérances de fortune qu’il revint à Florence. 
Bientôt après, atteint d’une maladie mortelle, il trouva un asile dans un couvent de camaldules, où il mourut. 

## Œuvres
Ce fut Salviati qui posa les bases du fameux dictionnaire della Crusca. Ses écrits, qui font partie des classiques italiens, ont été réunis sous le titre d’Œuvres complètes à Milan (1809-1810, 5 vol. in-8°). Nous citerons, comme les plus remarquables : 
- De' dialoghi del amicizia libro primo (Florence, 1564, in-8°) ;
- Il Granchio, comédie en vers (1566, in-8°) ;
- Orazioni (1575, in-8°), recueil de discours ;
- Cinque lezioni sopra il sonetto di Petrarca (1575, in-4°) ;
- Avvertimenti della lingua' sopra’l Decamerone (1584-1586, 2 vol. in-4°), ouvrage très-estimé ;
- Il Lasca, dialogue (1584, in-4°), sous le pseudonyme de Ormannozzo Rigogoli ;
- Dell’Infarinato Riposta all’apologia di Torquato Tasso (1585, in-8°) ;
- Considerazioni di Carlo Fioretti (158G, in-8°), écrit également dirigé contre le Tasse, dont il avait été d’abord l’ami ;
- La Spina, comédie en prose (Ferrare, 1592, in-8°), etc.

## Source
- « Leonardo Salviati », dans Pierre Larousse, Grand dictionnaire universel du XIXe siècle, Paris, Administration du grand dictionnaire universel, 15 vol., 1863-1890 [détail des éditions].